# كبلر-41b
كيبلر 41 بي (بالإنجليزية: Kepler-41b)‏ الذي يرمز له بالرمز KOI-196.01، هو كوكب خارج المجموعة الشمسية، في كوكبة الدجاجة (كوكبة)، يتبع Kepler-41.

## الاكتشاف
اكتشف في 29 يوليو 2011، وكانت طريقة الاكتشاف طريقة العبور.